# Viggbyholms Båtklubb

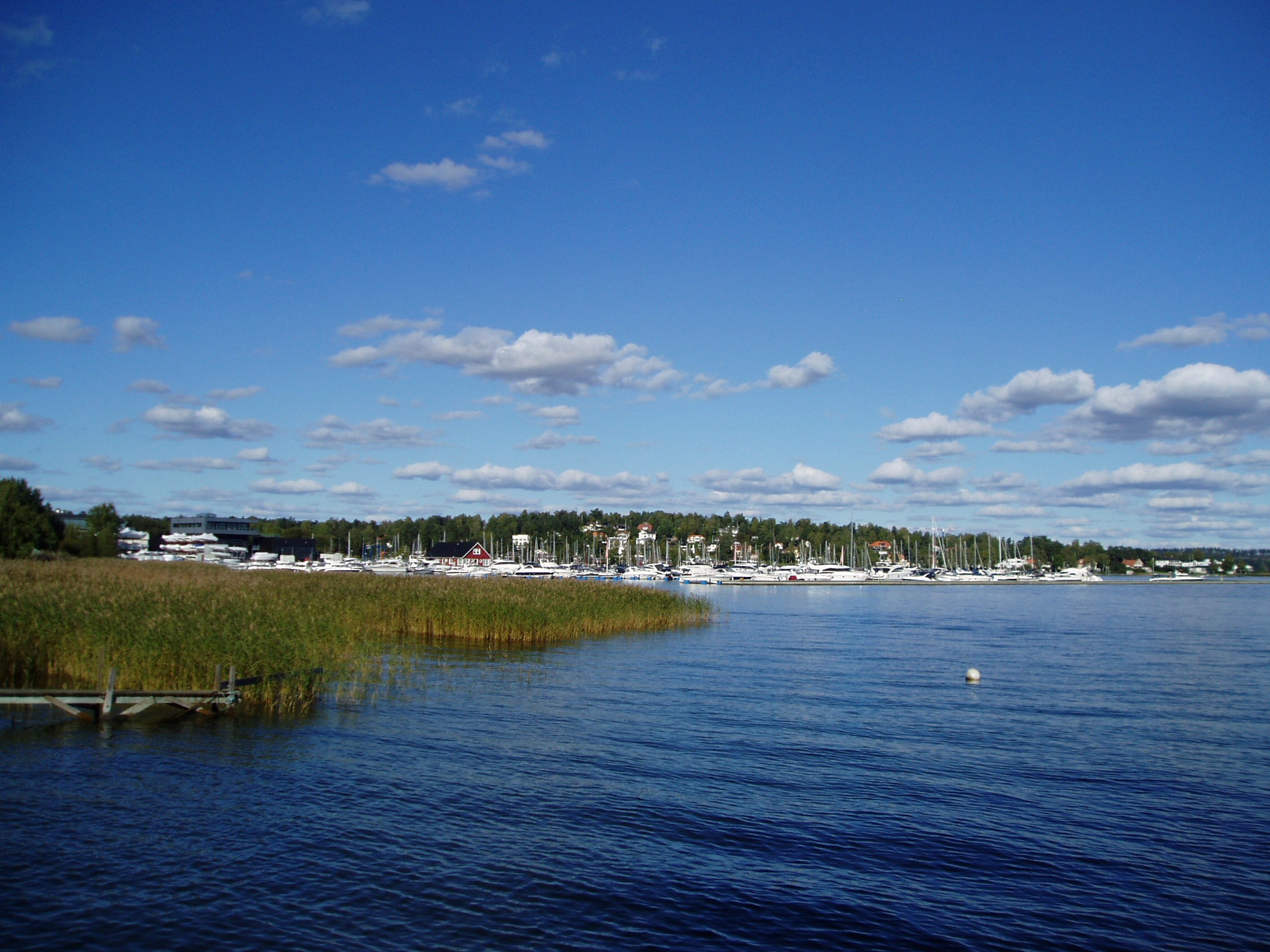
Viggbyholms marina

Viggbyholms Båtklubb i Viggbyholm, Täby kommun, ca 15 km norr om centrala Stockholm, är en båtklubb som ligger vid Stora Värtan. Klubben är en ideell förening och har ca 1900 medlemmar. Klubben har både sommar- och vinterplatser.